# Angraecopsis macrophylla
Angraecopsis macrophylla är en orkidéart som beskrevs av Victor Samuel Summerhayes. Angraecopsis macrophylla ingår i släktet Angraecopsis och familjen orkidéer. Inga underarter finns listade i Catalogue of Life.